# Komuna e Maminasit
Komuna e Maminasit är en kommun i Albanien.   Den ligger i prefekturen Qarku i Durrësit, i den centrala delen av landet, 19 km väster om huvudstaden Tirana.
```
Runt Komuna e Maminasit är det tätbefolkat, med 
476
 invånare per kvadratkilometer.
[
2
]
```